# 이우일, 선현경의 신혼 여행기
《이우일, 선현경의 신혼 여행기》는 이우일이 일러스트를 하고 선현경이 글을 쓴 이우일과 선현경의 유럽·이집트, 캐나다 신혼여행기를 주제로 한 책이다. 총 2권으로 이루어져 있다.

## 내용
- 상권(1권):유럽 여행,이집트 여행을 주제로 썼다.
- 하권(2권):이집트 여행, 캐나다 여행을 주제로 썼다.